# Klaus Belke
Klaus Belke (* 11. Juni 1947 in Freiburg im Breisgau) ist ein deutscher Byzantinist.

## Leben
Nach dem Abitur 1966, dem deutschen Wehrdienst und einem anfänglichen Chemiestudium studierte Belke von 1969 bis 1976 Byzantinistik, Klassische Philologie und Arabistik an den Universitäten Wien und München. Er wurde 1976 in Byzantinistik und Klassischer Philologie an der Universität Wien promoviert. Seither ist er Mitarbeiter der Kommission für die Tabula Imperii Byzantini der Österreichischen Akademie der Wissenschaften, die seit 2006 unter der Bezeichnung Institut für Mittelalterforschung, Abteilung Byzanzforschung firmiert. Er absolvierte verschiedene Lehraufträge am Institut für Byzantinistik und Neogräzistik der Universität Wien, bevor er dort 1999 die Habilitation im Fach Byzantinistik erreichte. Es folgten Lehraufträge an der Central European University. Seit 2012 befindet er sich im Ruhestand, ist aber weiterhin in der Forschung aktiv.
Forschungsschwerpunkt Belkes ist die historische Geographie des Byzantinischen Reiches, insbesondere Kleinasiens.

## Schriften (Auswahl)
- Historische Geographie von Lykaonien im Mittelalter. Maschinenschriftliche Dissertation Wien 1976.
- mit Beiträgen von Marcell Restle: Galatien und Lykaonien (= Tabula Imperii Byzantini Bd. 4; ÖAW, phil.-hist. Kl., Denkschr. 172). Wien 1984.
- mit Peter Soustal: Die Byzantiner und ihre Nachbarn. Die De administrando imperio genannte Lehrschrift des Kaisers Konstantinos Porphyrogennetos für seinen Sohn Romanos, übersetzt, eingeleitet und erklärt von Klaus Belke und Peter Soustal (Byzantinische Geschichtsschreiber 19). Wien 1995.
- mit Norbert Mersich: Phrygien und Pisidien (= Tabula Imperii Byzantini Bd. 7; ÖAW, phil.-hist. Kl., Denkschr. 211). Wien 1990.
- Paphlagonien und Honorias (= Tabula Imperii Byzantini Bd. 9; ÖAW, phil.-hist. Kl., Denkschr. 249). Wien 1996.
- mit Friedrich Hild, Johannes Koder, Peter Soustal (Hrsg.): Byzanz als Raum. Zu Methoden und Inhalten der Historischen Geographie des östlichen Mittelmeerraumes (= Veröffentlichungen der Kommission für die Tabula Imperii Byzantini Bd. 7; ÖAW, Phil.-hist. Kl., Denkschr. 283). Wien 2000.
- mit Andreas Külzer, Ewald Kislinger und Maria A. Stassinopoulou (Hrsg.): Byzantina Mediterranea. Festschrift für Johannes Koder zum 65. Geburtstag. Wien – Köln – Weimar 2007.
- Bithynien und Hellespont (= Tabula Imperii Byzantini Bd. 13). Verlag der Österreichischen Akademie der Wissenschaften, Wien 2020 (Digitalisat).